# Curelius exiguus
Curelius exiguus är en skalbaggsart som först beskrevs av Wilhelm Ferdinand Erichson 1846.  Curelius exiguus ingår i släktet Curelius, och familjen fuktbaggar. Arten har ej påträffats i Sverige.